# Мадріданос
Мадріданос (ісп. Madridanos) — муніципалітет в Іспанії, у складі автономної спільноти Кастилія-і-Леон, у провінції Самора. Населення — 525 осіб (2010).
Муніципалітет розташований на відстані близько 200 км на північний захід від Мадрида, 12 км на схід від Самори.
На території муніципалітету розташовані такі населені пункти: (дані про населення за 2010 рік)
- Бамба: 34 особи
- Мадріданос: 491 особа

## Демографія
Динаміка населення (INE ):